# Марк Помпей Макрин
Марк Помпей Макрин (лат. Marcus Pompeius Macrinus) — римский политический деятель второй половины II века.
Отцом Макрина был консул-суффект 115 года Марк Помпей Макрин Неос Феофан. О его карьере известно лишь то, что в 164 году он занимал должность ординарного консула вместе с Публием Ювентием Цельсом.